# Alajõe (Dorf)
Koordinaten: 59° 1′ N, 27° 26′ O
Alajõe (bis 1923 russisch Олешница Oleschniza) ist ein Dorf (estnisch küla) im estnischen Kreis Ida-Viru. Bis 2017 war es das administrative Zentrum der Landgemeinde Alajõe. Seither liegt das Dorf in der neugebildeten Landgemeinde Alutaguse. Alajõe hat 147 Einwohner (Stand 2000). Die Bevölkerung ist überwiegend russischsprachig.  
Das Dorf befindet sich an beiden Ufern des 29 km langen Flusses Alajõgi an seiner Mündung in den Peipussee.

## Geschichte
Das Dorf Alajõe wurde erstmals im Jahre 1583 schriftlich erwähnt.

## Umgebung und Einrichtungen
Um Alajõe liegt ein wichtiges Erholungsgebiet mit vielen Datschen und als Erholungsheime für die Werktätigen des in der Nähe liegenden Bergbau- und Tagebaugebietes gebauten Einrichtungen. Im Dorf gibt es die russisch-orthodoxe Mariä-Geburts-Kirche, Geschäfte und eine Bibliothek. 